# Gare de Hasselt
La gare de Hasselt (en néerlandais : station Hasselt) est une gare ferroviaire belge de la ligne 34, de Liège à Hasselt, située à proximité du centre-ville de Hasselt, en Région flamande dans la province de Limbourg.
Elle est mise en service en 1847 par l'administration des chemins de fer de l'État belge. C'est une gare de la Société nationale des chemins de fer belges (SNCB) desservie par des trains InterCity (IC), Suburbains (S) Omnibus (L) et d’Heure de pointe (P).

## Situation ferroviaire
Établie à 38 mètres d'altitude, la gare de bifurcation de Hasselt est l'aboutissement au point kilométrique (PK) 54,60 de la ligne 34, de Liège à Hasselt, après la gare de Diepenbeek, et de la ligne 35 de Louvain à Hasselt, après la gare de Schulen.

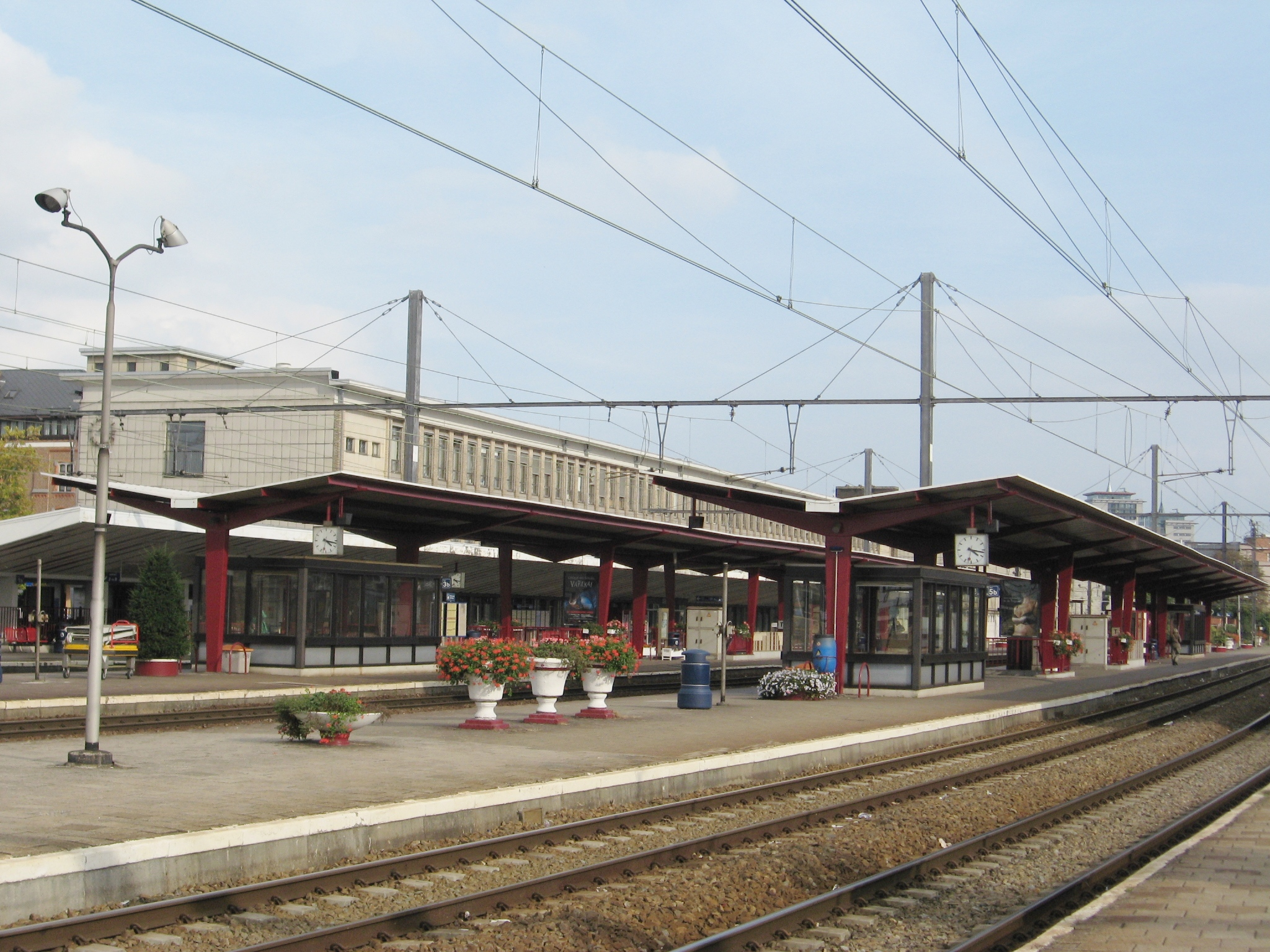
Intérieur de la gare.

## Histoire
La station de Hasselt est mise en service le 3 décembre 1847.
En 1965 a lieu l'ouverture d'un nouveau bâtiment voyageurs, le bâtiment actuel.

## Service des voyageurs

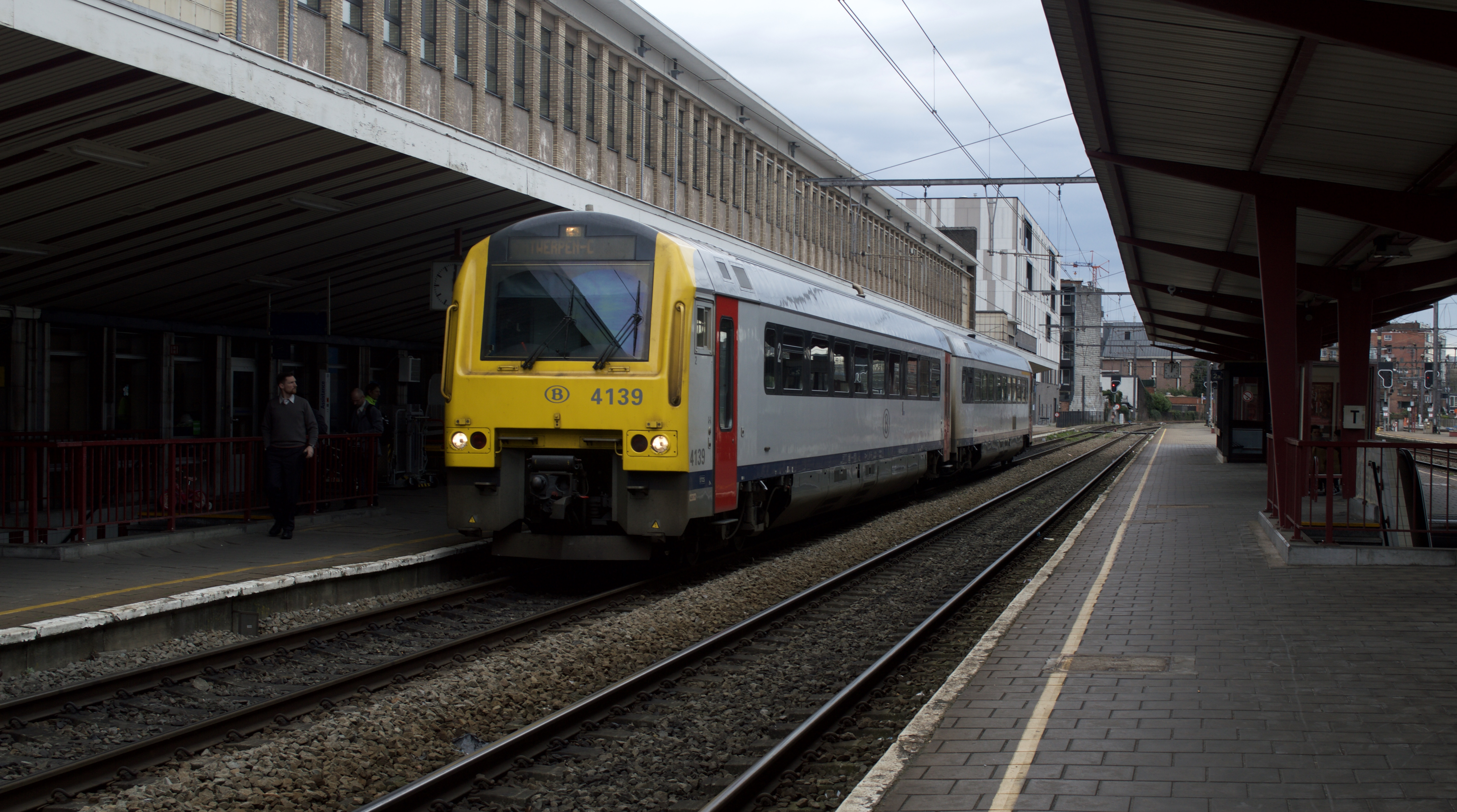
Train IC (à traction diesel) vers Mol et Anvers.

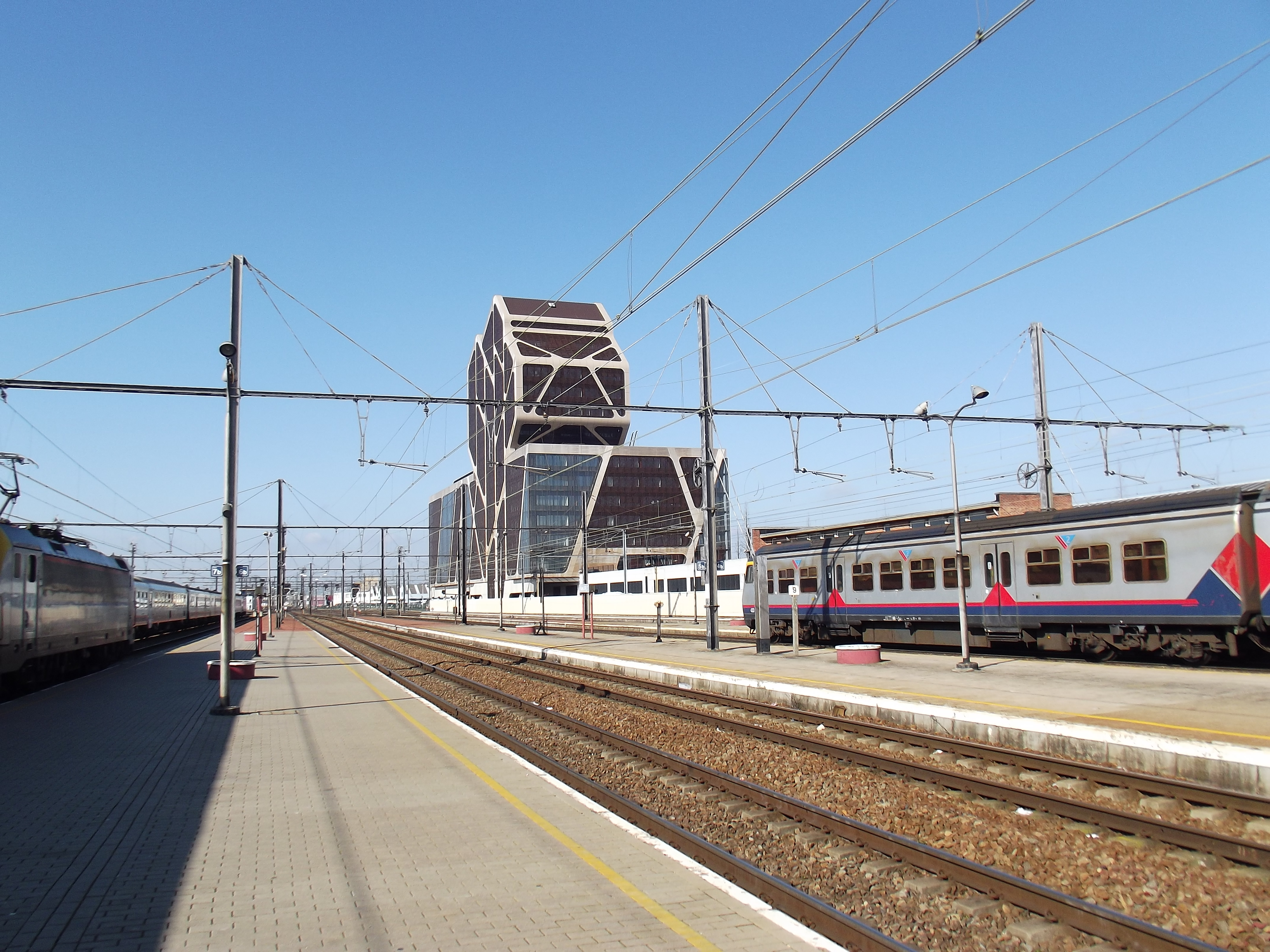
Trains à quai (2014).

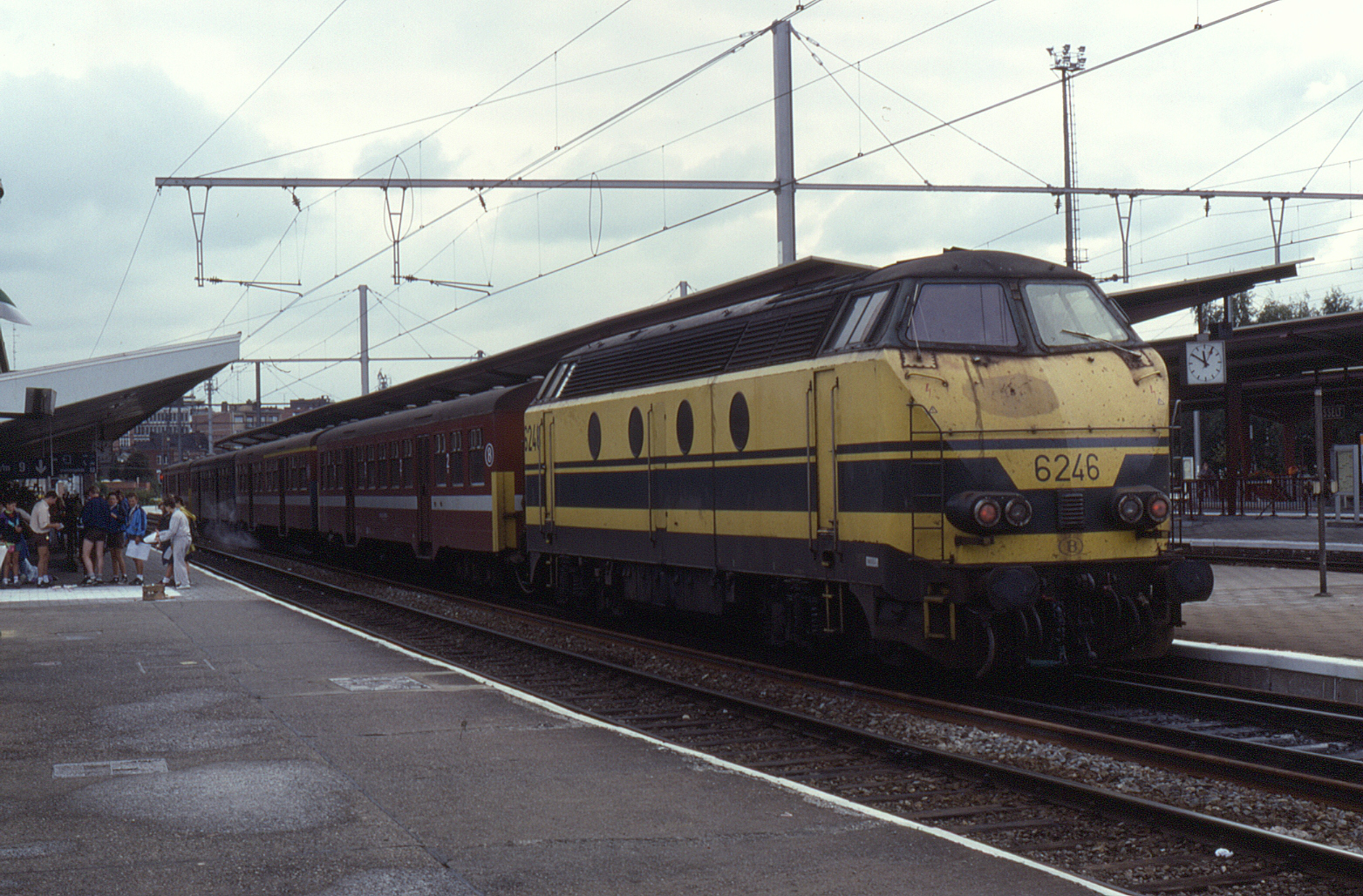
Train vers Mol (1991).

### Accueil
Gare SNCB, elle dispose d'un bâtiment voyageurs, avec guichets, ouvert tous les jours et est équipée d'automates pour l'achat de titres de transport. Des aménagements, équipements et services sont à la disposition des personnes à la mobilité réduite. Un buffet est installé en gare.
Un souterrain permet la traversée des voies et le passage d'un quai à l'autre.

### Desserte
Hasselt est desservie par des trains InterCity (IC), Suburbains (S), Omnibus (L) et d’Heure de pointe (P) de la SNCB, qui effectuent des missions sur les lignes 34 Liège - Hasselt et 35 Louvain - Hasselt (voir brochures SNCB en lien externe).

#### Semaine
Hasselt est desservie par sept relations cadencés à l'heure :
- des trains IC-03 reliant Blankenberge à Genk via Bruges, Bruxelles, Louvain, Landen et Saint-Trond ;
- des trains IC-08 de Gand-Saint-Pierre à Tongres via Alost, Bruxelles et Aarschot (sans arrêt à Louvain) ;
- des trains IC-15 d'Anvers-Central à Hasselt via Lierre ;
- des trains IC-22 d'Anvers-Central à Hasselt ou Tongres via Malines, Brussels-Airport-Zaventem, Louvain et Aarschot ;
- des trains IC-10 de Hasselt à Mol et Anvers-Central ;
- des trains S43 de Hasselt à Liège et Maastricht ;
- des trains L de Louvain à Hasselt.

Des trains supplémentaires se rajoutent en heure de pointe :
- deux paires de trains P de Tongres à Bruxelles-Midi, via Aarschot (sans arrêt à Louvain) ;
- deux trains P de Genk à Bruxelles-Midi, via Saint-Trond, Landen et Louvain, le matin ; un dans l’autre sens l’après-midi ;
- deux trains P de Bruxelles-Midi à Hasselt via Louvain, Landen et Saint-Trond, l’après-midi ;
- plusieurs trains P entre Hasselt ou Louvain et Genk ;
- un train P de Tongres à Hasselt, le matin, un autre l’après-midi ainsi qu’un train P Hasselt - Tongres l’après-midi.

#### Week-ends et jours fériés
La desserte de Hasselt comporte :
- des trains IC-03, IC-10 et IC-22, circulant comme en semaine ;
- des trains IC-09 d'Anvers-Central à Liège-Guillemins via Lier, Aarschot, Hasselt et Tongres.

Le dimanche soir, en période scolaire, un train P direct relie Hasselt à Gand-Saint-Pierre via Aarschot et Bruxelles (sans arrêt à Louvain).

### Intermodalité
Un parc pour les vélos et un parking pour les véhicules y sont aménagés. Des bus desservent la gare.

## Comptage voyageurs
Ce graphique et tableau montre le nombre de voyageurs embarquant en moyenne durant la semaine, le samedi et le dimanche.
| Nombre de passagers qui embarquent à la gare de Hasselt | Nombre de passagers qui embarquent à la gare de Hasselt | Nombre de passagers qui embarquent à la gare de Hasselt | Nombre de passagers qui embarquent à la gare de Hasselt |
|                                                         | Semaine                                                 | Samedi                                                  | Dimanche                                                |
| ------------------------------------------------------- | ------------------------------------------------------- | ------------------------------------------------------- | ------------------------------------------------------- |
| 1977                                                    | 4 112                                                   | 1 366                                                   | 2 112                                                   |
| 1978                                                    | 4 161                                                   | 1 298                                                   | 2 389                                                   |
| 1979                                                    | 3 931                                                   | 1 430                                                   | 2 899                                                   |
| 1980                                                    | 3 938                                                   | 1 213                                                   | 2 029                                                   |
| 1981                                                    | 4 663                                                   | 1 236                                                   | 1 780                                                   |
| 1982                                                    | 4 528                                                   | 1 107                                                   | 1 537                                                   |
| 1983                                                    | 3 803                                                   | 1 074                                                   | 1 734                                                   |
| 1984                                                    | 3 944                                                   | 1 373                                                   | 2 121                                                   |
| 1985                                                    | 4 269                                                   | 1 532                                                   | 2 348                                                   |
| 1986                                                    | 4 205                                                   | 1 366                                                   | 2 065                                                   |
| 1987                                                    | 4 197                                                   | 1 558                                                   | 2 456                                                   |
| 1988                                                    | 5 089                                                   | 2 044                                                   | 2 905                                                   |
| 1989                                                    | 4 460                                                   | 1 871                                                   | 2 372                                                   |
| 1990                                                    | 4 057                                                   | 1 824                                                   | 2 868                                                   |
| 1991                                                    | 4 842                                                   | 1 952                                                   | 2 685                                                   |
| 1992                                                    | 5 205                                                   | 1 919                                                   | 2 716                                                   |
| 1993                                                    | 4 168                                                   | 1 857                                                   | 2 864                                                   |
| 1994                                                    | 4 550                                                   | 1 737                                                   | 2 279                                                   |
| 1995                                                    | 4 772                                                   | 2 572                                                   | 2 764                                                   |
| 1996                                                    | 5 070                                                   | 2 681                                                   | 2 738                                                   |
| 1997                                                    | 4 724                                                   | 2 386                                                   | 2 691                                                   |
| 1998                                                    | 5 842                                                   | 2 765                                                   | 3 248                                                   |
| 1999                                                    | 5 692                                                   | 2 562                                                   | 3 338                                                   |
| 2000                                                    | 5 226                                                   | 3 136                                                   | 2 942                                                   |
| 2001                                                    | 4 913                                                   | 2 322                                                   | 2 396                                                   |
| 2002                                                    | 4 962                                                   | 2 616                                                   | 3 310                                                   |
| 2003                                                    | 4 929                                                   | 2 476                                                   | 2 403                                                   |
| 2004                                                    | 4 886                                                   | 2 502                                                   | 2 526                                                   |
| 2005                                                    | 5 442                                                   | 3 558                                                   | 3 296                                                   |
| 2006                                                    | 5 444                                                   | 3 442                                                   | 3 807                                                   |
| 2007                                                    | 6 995                                                   | 2 986                                                   | 3 330                                                   |
| 2008                                                    | -                                                       | -                                                       | -                                                       |
| 2009                                                    | 5 865                                                   | 3 446                                                   | 4 404                                                   |
| 2010                                                    | -                                                       | -                                                       | -                                                       |
| 2011                                                    | -                                                       | -                                                       | -                                                       |
| 2012                                                    | 7 395                                                   | 2 897                                                   | 3 265                                                   |
| 2013                                                    | 7 126                                                   | 3 077                                                   | 2 893                                                   |
| 2014                                                    | 6 977                                                   | 3 206                                                   | 3 831                                                   |
| 2015                                                    | 7 275                                                   | 2 835                                                   | 2 913                                                   |
| 2016                                                    | 7 353                                                   | 2 592                                                   | 3 349                                                   |
| 2017                                                    | 7 059                                                   | 3 069                                                   | 2 628                                                   |
| 2018                                                    | 7 226                                                   | 2 925                                                   | 2 682                                                   |
| 2019                                                    | 7 279                                                   | 2 839                                                   | 2 777                                                   |
| 2020                                                    | 4 226                                                   | 3 304                                                   | 4 055                                                   |
| 2021                                                    |                                                         |                                                         |                                                         |
| 2022                                                    | 6 103                                                   | 3 099                                                   | 3 527                                                   |
| 2023                                                    | 7 396                                                   | 4 738                                                   | 4 955                                                   |
| 2024                                                    | 7 450                                                   | 3 420                                                   | 3 619                                                   |